# Outrider
《Outrider》는 지미 페이지가 1988년 6월 20일, 게펀 레코드를 통해 발표한 솔로 스튜디오 음반이다. 이 음반은 페이지의 유일한 솔로 스튜디오 음반이며, 1969년 이후 애틀랜틱 레코드/스완 송 레코드가 아닌 레이블과 처음으로 작업한 음반이기도 하다. 녹음은 페이지의 개인 스튜디오인 더 솔에서 이루어졌다. 로버트 플랜트가 〈The Only One〉 한 곡에 게스트로 참여하였으며, 존 본햄의 아들인 제이슨 본햄이 드럼을 맡았다.
이 음반은 당초 두 장짜리 음반으로 기획되었으나, 녹음 초기 단계에서 페이지의 집이 도난당하면서 계획이 변경되었다. 이때 도난당한 물품들 가운데 당시까지 녹음해 두었던 데모 테이프도 포함되어 있었으며, 페이지는 이후 별도의 데모 없이 본 녹음에 돌입하였다.

## 평가
| 전문가 평가                      | 전문가 평가 |
| 평가 점수                        | 평가 점수   |
| 출처                             | 점수        |
| -------------------------------- | ----------- |
| AllMusic                         | [ 4 ]       |
| Chicago Tribune                  | Unfavorable |
| Collector's Guide to Heavy Metal | 4/10        |
| Kerrang!                         | [ 7 ]       |
| Rolling Stone                    | [ 8 ]       |
| Spin                             | Favorable   |

이 음반은 빌보드 200 차트에서 26위, 영국 음반 차트에서 27위를 기록하였다. 《글로브 앤드 메일》은 《Outrider》에 대해 "교활한 블루스 리프와 페이지 특유의 탁월한 질감 활용이 돋보이지만, 평범한 작곡으로 인해 완성도가 떨어지는 작품"이라 평하며, "호불호가 갈릴 수 있는 음반"이라고 평가하였다.
수년 후, 지미 페이지는 이 음반에 대해 비교적 긍정적인 회고를 남겼다.
《Outrider》는 괜찮은 음반입니다. 당시 발매된 과잉 제작된 음반들에 비하면 다소 데모처럼 들릴 수도 있지요. 상업적으로는 큰 성공을 거두진 못했지만, 그것은 별로 중요하지 않았습니다. 어쨌든 투어를 했으니까요. 그 투어에서는 야드버즈 시절까지 거슬러 올라가는 음악들도 연주했습니다. 드러머는 제이슨 본햄이었지요.

## 곡 목록
| #  | 제목                 | 작사·작곡              | 리드 보컬     | 재생 시간 |
| -- | -------------------- | ---------------------- | ------------- | --------- |
| 1. | 〈Wasting My Time〉  | 지미 페이지, 존 마일스 | 존 마일스     | 4:28      |
| 2. | 〈Wanna Make Love〉  | 페이지, 마일스         | 마일스        | 5:20      |
| 3. | 〈Writes of Winter〉 | 페이지                 | 기악          | 3:27      |
| 4. | 〈The Only One〉     | 페이지, 로버트 플랜트  | 로버트 플랜트 | 4:27      |
| 5. | 〈Liquid Mercury〉   | 페이지                 | 기악          | 3:04      |

| #  | 제목                                             | 작사·작곡             | 리드 보컬     | 재생 시간 |
| -- | ------------------------------------------------ | --------------------- | ------------- | --------- |
| 6. | 〈Hummingbird〉                                  | 리언 러셀             | 크리스 파로우 | 5:22      |
| 7. | 〈Emerald Eyes〉                                 | 페이지                | 기악          | 3:20      |
| 8. | 〈Prison Blues〉                                 | 페이지, 크리스 파로우 | 파로우        | 7:10      |
| 9. | 〈Blues Anthem (If I Cannot Have Your Love...)〉 | 페이지, 파로우        | 파로우        | 3:24      |

## 인증
| 국가                       | 인증 | 판매량/출하량 |
| -------------------------- | ---- | ------------- |
| 미국 (RIAA)                | 골드 | 500,000^      |
| ^출하량을 기반으로 한 인증 |      |               |